# Pak de poen, de show van 1 miljoen
Pak de poen, de show van 1 miljoen was een groots opgezet spelprogramma op de Belgische openbare televisiezender BRT, thans VRT, in samenwerking met de Nationale Loterij. Het programma kwam voor het eerst op televisie op 8 april 1987 en werd tijdens de eerste aflevering gepresenteerd door Manu en René Verreth. Het werd rechtstreeks uitgezonden vanuit het Amerikaans Theater.

## De eerste uitzending
Gezien er in 1987 slechts twee Vlaamse tv-zenders waren (BRT 1 en BRT 2, thans respectievelijk Eén en Canvas) had de eerste uitzending een hoog kijkersaantal. Ook werd de show al weken op voorhand aangekondigd in diverse televisiegidsen en waren de gebroeders Verreth bij de Vlamingen goed bekend dankzij hun rol in het goedbekeken De Collega's. Het was ook een van de eerste programma's waarin de winnaar 1 miljoen Belgische frank kon winnen.
In het programma namen kandidaten deel aan enkele spelrondes. Elke spelronde bestond uit een quiz met algemene vragen en een doe-opdracht. In elke ronde werden de kandidaten bijgestaan door een bekende Vlaming, waaronder Jo De Meyere, Willy Claes, Eddy Annys en Marc Sergeant. Tussen de spelrondes waren er muzikale optredens. Mensen in het publiek konden geldprijzen winnen en men deelde geldprijzen uit door mensen op te bellen.
Het was echter niet de bedoeling om een hilarische show te brengen, maar alles wat mis kon lopen, liep mis. Zo spraken de presentators in een zeer formele taal met ellenlange zinnen en waren zij ook door de opduikende problemen zo zenuwachtig dat ze niet meer wisten wat te doen en dingen vergaten. René Verreth vergat bij de aankondiging van het optreden van de zanger Percy Sledge de naam van de zanger en kreeg er niet meer uit dan "en dan nu Percy...". Bij zowat elke opdracht was er discussie over de spelregels: of de kandidaat wist niet juist wat hij moest doen, of de presentatoren kenden de spelregels niet en moesten dan te rade gaan bij de jury. Kwisvragen waren slecht opgesteld waardoor meerdere antwoorden mogelijk waren en de gerechtsdeurwaarder enkel het voorziene antwoord goedkeurde. Zo werd op de vraag "Welk is het beroep van Cliff Huxtable in The Cosby Show?" het antwoord "dokter" afgekeurd. De andere kandidaat antwoordde daarop gynaecoloog wat correct was. Jo De Meyere ging met de gerechtsdeurwaarder in discussie omdat er niet werd gevraagd naar een specialisatie en het antwoord "dokter" bijgevolg ook correct was. Manu Verreth trachtte vruchteloos kijkers telefonisch te bereiken om zo ook prijzen uit te delen, een showelement dat uiteindelijk door de aanwezige gerechtsdeurwaarder werd gestopt met de woorden: "We kunnen toch niet wachten tot u geleerd hebt te telefoneren." Tijdens een opdracht met radio-gestuurde speelgoedauto's werkte een van de auto's niet door interferentie met de microfoonzenders, de studiolichten vielen uit tijdens de rechtstreekse uitzending en drukknoppen werkten niet tijdens het quizgedeelte. In het Vlaamse medialandschap wordt de uitzending nog steeds als legendarisch beschouwd en kent tientallen jaren na datum nog steeds liefhebbers die de oude fragmenten herbekijken.
Het was al snel duidelijk dat de voorbereidingen van het concept ondermaats waren, dat er geen afspraken waren gemaakt, dat er geen voorafgaande testen waren gebeurd, ... Na de eerste uitzending besloot de zender om het programma tijdelijk te staken. De broers zelf zijn nooit op het programma teruggekomen maar leden wel onder de heisa.

## De volgende afleveringen
Eind 1988 kwam het programma terug. De naam werd ingekort naar Pak de poen-show. De gebroeders Verreth werden vervangen door Luc Appermont. De tweede uitzending was op 23 november 1988. 